# 72nd Pennsylvania Infantry Monument
Le 72nd Pennsylvania Infantry Monument est un monument commémoratif créé en 1891 situé pour la bataille de Gettysburg, un tournant de la guerre de Sécession. L'emplacement précis du monument est situé sur Cemetery Ridge, près de The Angle (en), où les forces de l'Union, dont le 72e régiment d'infanterie de Pennsylvanie (en) fait partie, ont battu les forces confédérées engagées dans la charge de Pickett.
Le monument, une statue d'un zouave (le Fire Zouave) sur un piédestal, est représenté sur la pièce commémorative de la Pennsylvanie dans la série de pièces américaines d'un quart de dollar America the Beautiful.

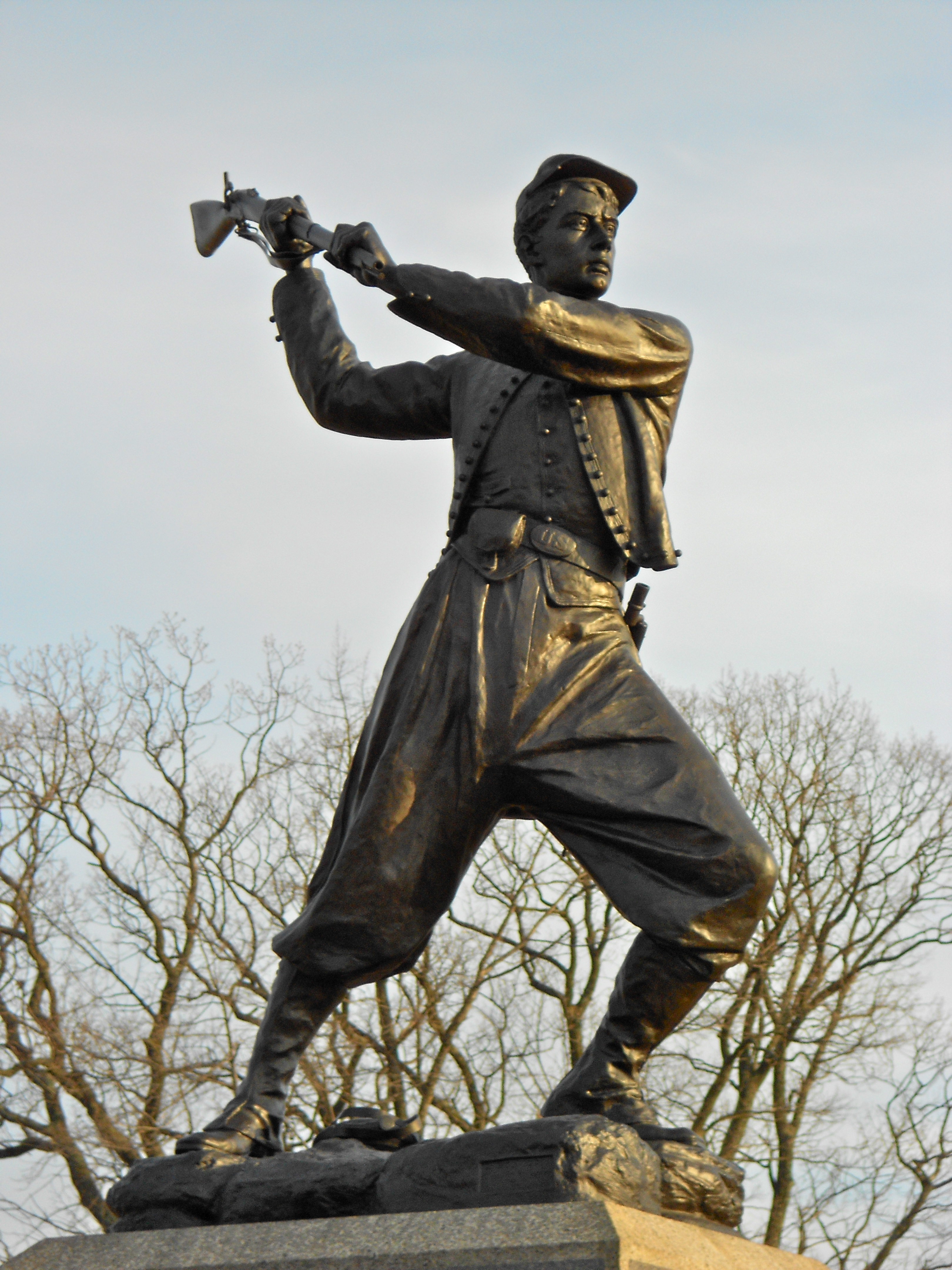
Fire Zouave.